# Vaal Reefs
Vaal Reefs es un arrecife aurífero sujeto a extracción ubicado cerca de la ciudad de Orkney en el Distrito Municipal de Dr. Kenneth Kaunda en la provincia del Noroeste de Sudáfrica.
La ciudad de Orkney alberga una gran operación minera de oro, propiedad de la AngloGold Ashanti, una empresa que se constituyó originariamente en 1944 con el nombre de Vaal Reefs Exploration and Mining Company Limited.

## Desastre
Un accidente minero el 10 de mayo de 1995 mató a 104 mineros. Una locomotora cayó en el hueco de un ascensor al borde del nivel 56, 1676 metros (1832,9 yd) debajo de la superficie, aterrizando en la jaula y provocando que se sumerja 460 metros (503,1 yd) hasta el fondo. Es el desastre de ascensor más mortífero de la historia.
Esta tragedia trajo dos cambios clave a la industria minera: la implementación inmediata de una nueva Ley de Salud y Seguridad y los accionistas que indemnizaron a los dependientes de los trabajadores fallecidos. En este caso, 431 dependientes se convirtieron en beneficiarios del Vaal Reefs Disaster Trust. Vivieron o viven en Sudáfrica (114), Lesotho (219), Mozambique (54), Botswana (31) y Eswatini (13).